# Juan Alberto Harriet
 (avril 2023).
Pour les articles homonymes, voir Harriet.
Juan Alberto Harriet, né en 1888 et mort en 1975, est un éleveur de bétail argentin.

## Biographie
Son activité dans le domaine de l'élevage commence très jeune. À l'âge de quatorze ans il devient indépendant et à dix-neuf ans, il est déjà à la tête d'un établissement important. Il continue à se développer en tant qu'homme d'affaires jusqu'en 1915, date à laquelle il loue une partie de « Don Remigio », un ranch de plus de 10 000 hectares, qui allait devenir son centre d'opérations.
Dans les années 1920, Juan Alberto Harriet est déjà l'un des plus importants entrepreneurs agricoles du pays. Son entreprise, qui atteint son apogée dans les années 1950, comprenait de vastes superficies de terres, des centaines de personnes, des tracteurs et des machines, ainsi que des dizaines d'avions. Harriet est à la tête de plus de vingt grandes exploitations dotées des infrastructures les plus modernes, avec un total d'environ 180 000 hectares cultivés. Il y produit 600 000 sacs de blé ainsi que de l'avoine, de l'orge et du maïs, et son entreprise gère un cheptel de plus de 100 000 bovins et un troupeau de 60 000 ovins. Ceux qui l'ont connu le décrivent comme un entrepreneur tenace, performant, humain et généreux, doté d'une grande créativité.
D'innombrables visiteurs illustres des États-Unis et d'Europe sont venus en Argentine exclusivement pour connaître le "système Harriet", qui consiste à transformer les pâturages tendres en viande et en laine, tout en prenant la précaution de préserver les ressources du sol dans les régions à faible pluviosité. La transformation de terres couvertes de pâturages durs en "îlots verts" d'herbes tendres à haut rendement a été sa grande réussite. Il a produit en moyenne 240 kg de viande par hectare, alors que la moyenne pour cette zone d'hivernage était de 90 kg. Cela est dû en grande partie à l'un des principaux éléments du "système Harriet" : la luzerne, dont il a semé plus de 70 000 ha par an, ce qui en fait le plus grand planteur de luzerne au monde. Il produisait de la luzerne pour le fourrage et les semences avec des équipements modernes, dont la plupart ont été inventés par sa propre entreprise de machines, dirigée par son neveu Pochoco Echeverz. Ses livraisons de bétail battaient également des records, comme la livraison de 5 000 bœufs gras en une seule journée en 1919. Juan devient probablement le plus grand producteur de viande bovine au monde. Son intérêt et ses préoccupations l'ont également conduit à développer des régions marginales dans la jungle de Misiones, à La Pampa, dans la brousse de San Luis et en Uruguay.